# クレラー・ミュラー美術館
クレラー・ミュラー美術館（クレラー・ミュラーびじゅつかん、蘭: Kröller Müller Museum）は、オランダ・ヘルダーラント州エーデのデ・ホーヘ・フェルウェ国立公園内のオッテルロー村にある美術館である。

## 沿革
実業家のアントン・クレラー・ミュラーと、その夫人ヘレン・クレラー・ミュラーのコレクションを基に1938年に開設された。
フィンセント・ファン・ゴッホに関するコレクションで知られ、その絵画87点におよぶ規模はアムステルダムのゴッホ美術館とならび、2大ゴッホ美術館と称される。
屋外での展示もあり、緑に囲まれた広大な敷地に彫刻が散在する展示方法は、日本の彫刻の森美術館の参考になった。
オランダ政府観光局では、同国立公園と美術館を併せて一帯を「ゴッホの森」としてPRしている（ただし、ゴッホは主にオランダ南西部で育ち、画家としての活動はフランスが中心であり、生前のゴッホにゆかりがあるとはいえない）。
アムステルダムから行く場合には、列車でアペルドールンまたはエーデ・ワーゲニンゲン (Ede-Wageningen) まで行きバスに乗り換える。美術館の入館料の他に、国立公園の入場料が必要となる。

## 主な収蔵品
- フィンセント・ファン・ゴッホ『アルルの跳ね橋（ラングロワ橋）』（1888年）
- フィンセント・ファン・ゴッホ『夜のカフェテラス』（1888年)
- フィンセント・ファン・ゴッホ『種まく人』（1888年)
- フィンセント・ファン・ゴッホ『糸杉と星の見える道』（1890年)
- ジャン・メッツァンジェ Coucher de soleil no. 1 (Landscape) （1906年）
- パブロ・ピカソ Violon (Violin) （1911–12年）
- Joseph Csaky Deux figures （1920年）
- ジェームズ・アンソール『マリアケルケの眺め』(Mu.ZEE（英語版）所蔵マリアケルケの眺め（オランダ語版）と同題材の作品がある)

彫刻はジェイコブ・エプスタイン、エミリオ・グレコ、リチャード・セラ、ジャン・アルプ、コンスタン・ペルメーク、ジョージ・リッキー、ケネス・スネルソン、ルーチョ・フォンタナ、ヘリット・リートフェルト、バーバラ・ヘップワース等の作品がある。

フィンセント・ファン・ゴッホ, 『ジャガイモを食べる人々』, 1885年
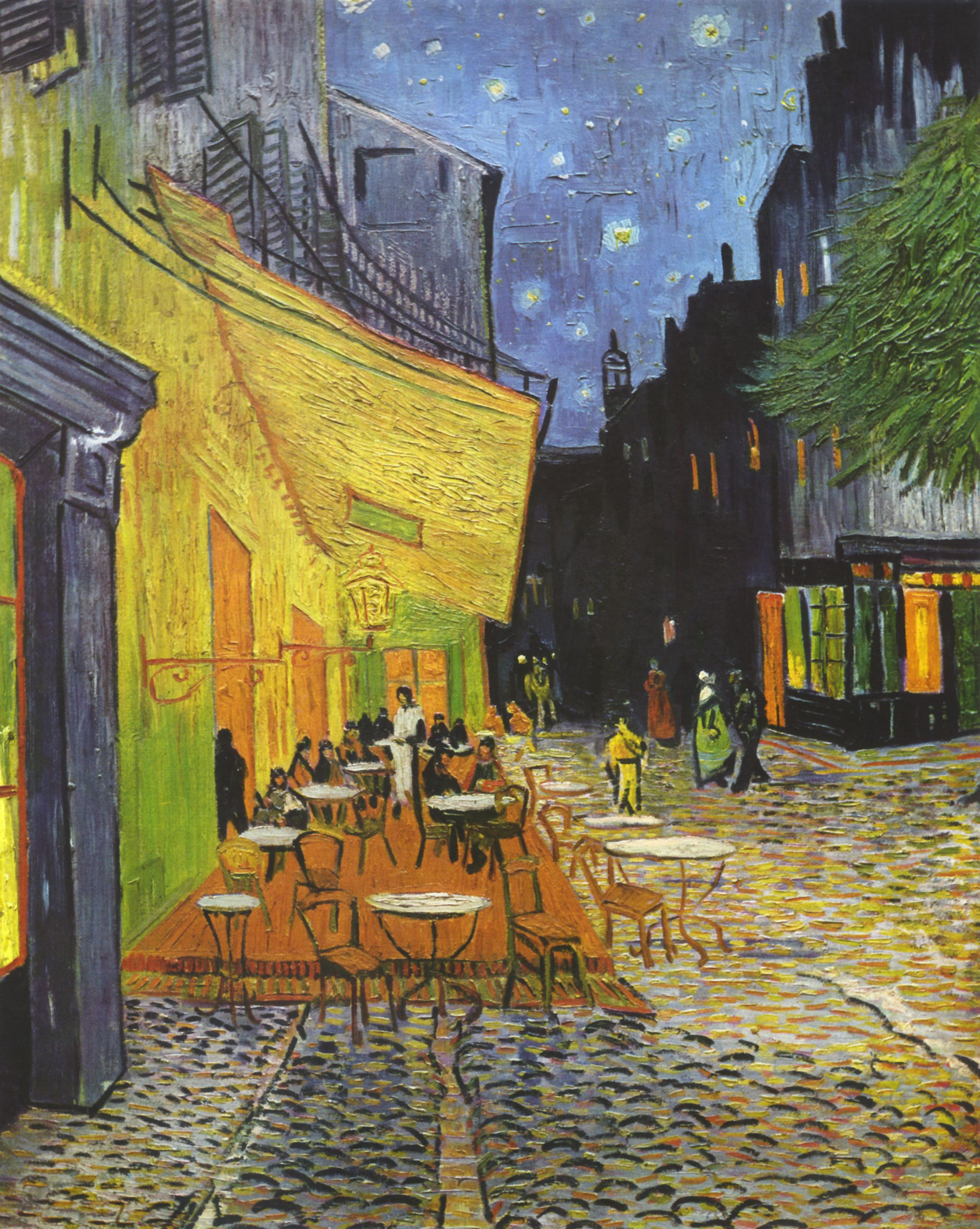
フィンセント・ファン・ゴッホ, 『夜のカフェテラス』, 1888年
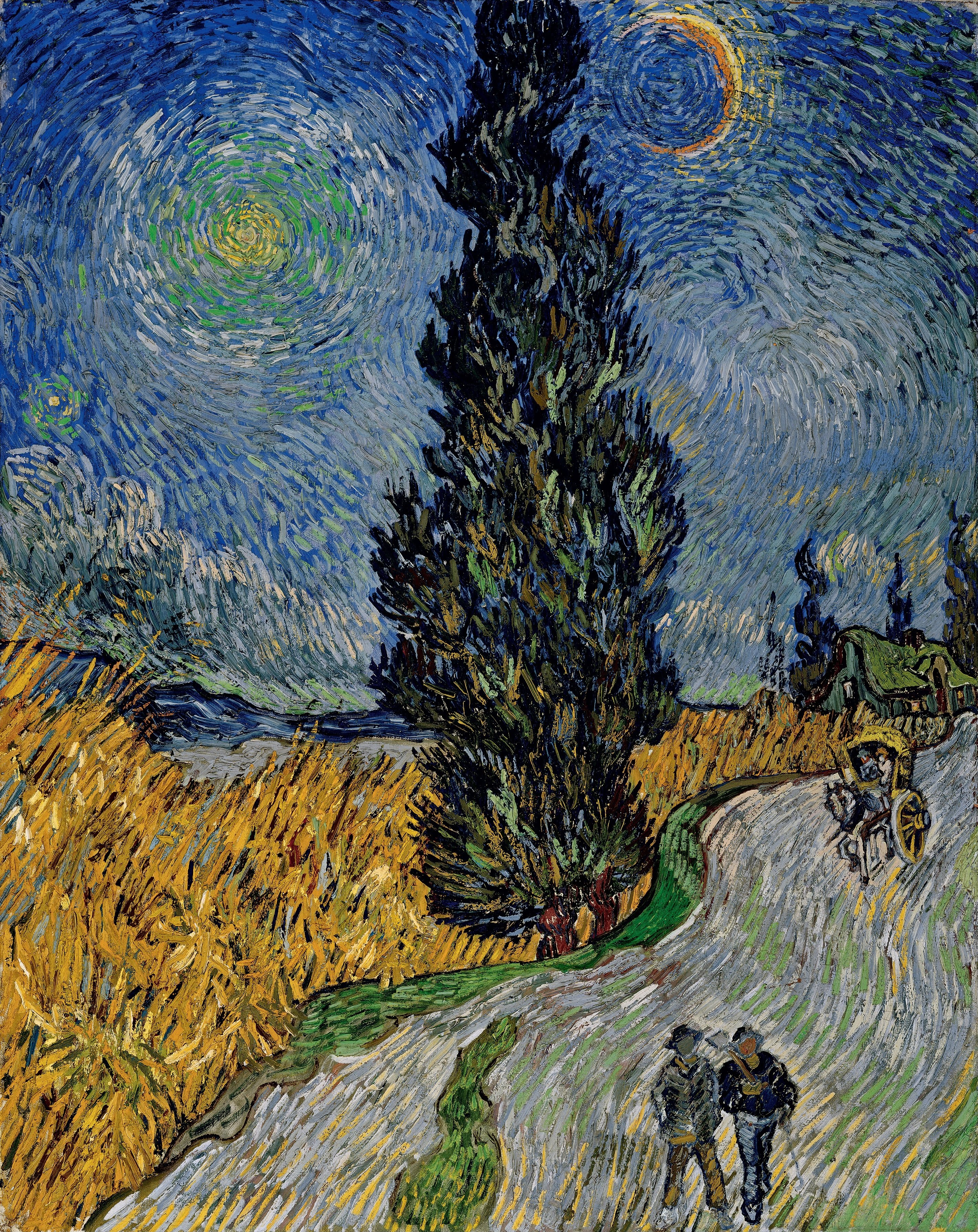
フィンセント・ファン・ゴッホ, 『糸杉と星の見える道』, 1890年
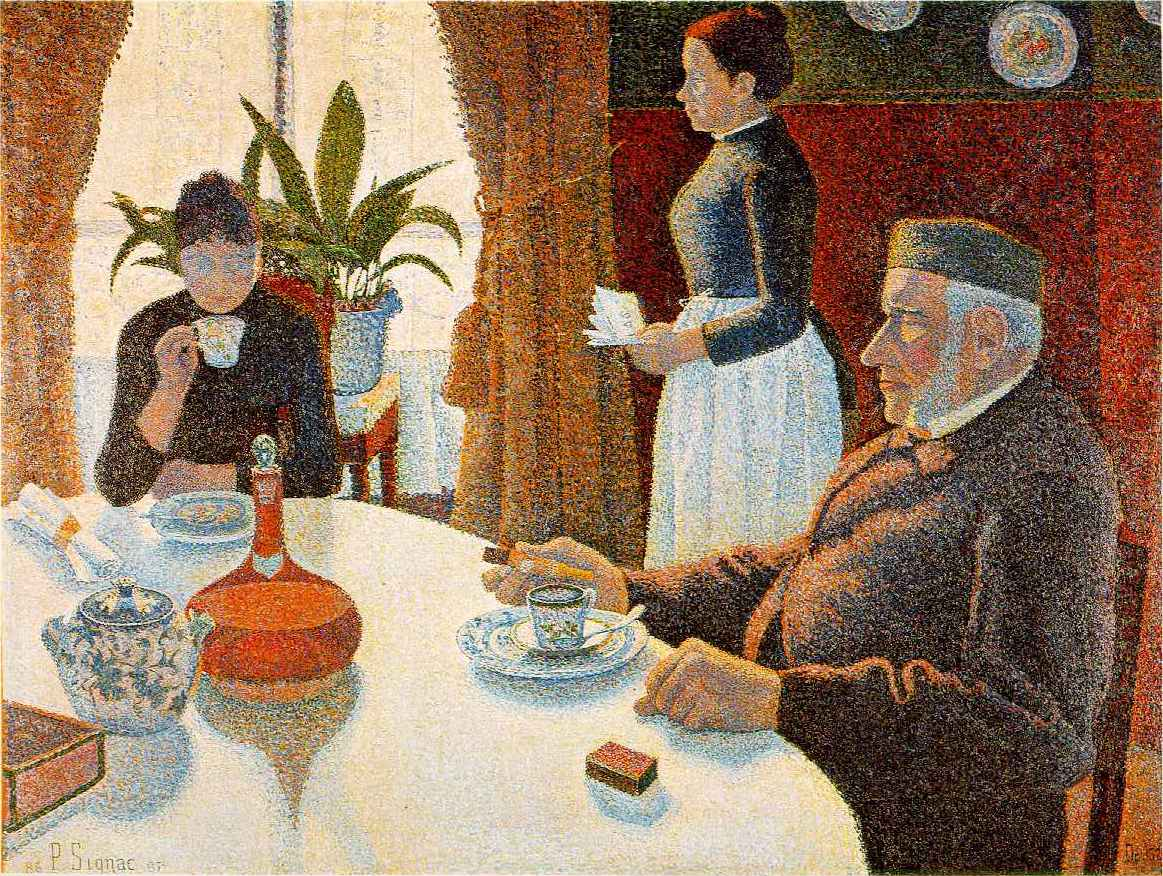
ポール・シニャック, 『朝食』, 1886-87年
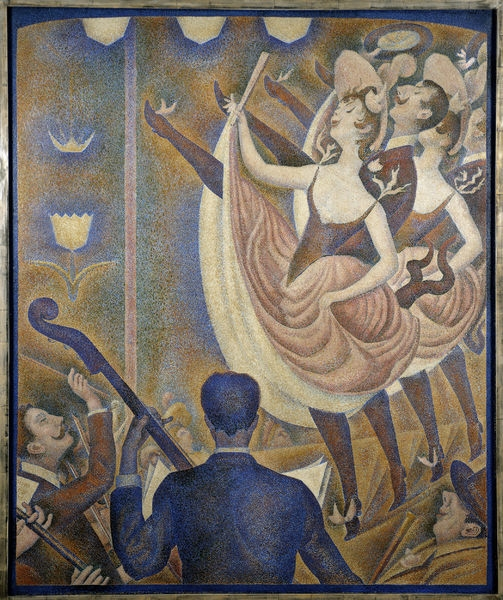
ジョルジュ・スーラ, 『シャユ踊り』Le Chahut (Can Can), 1889-90年
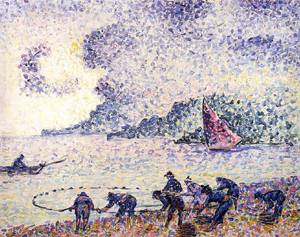
アンリ＝エドモン・クロス, Fisherman, 1895年
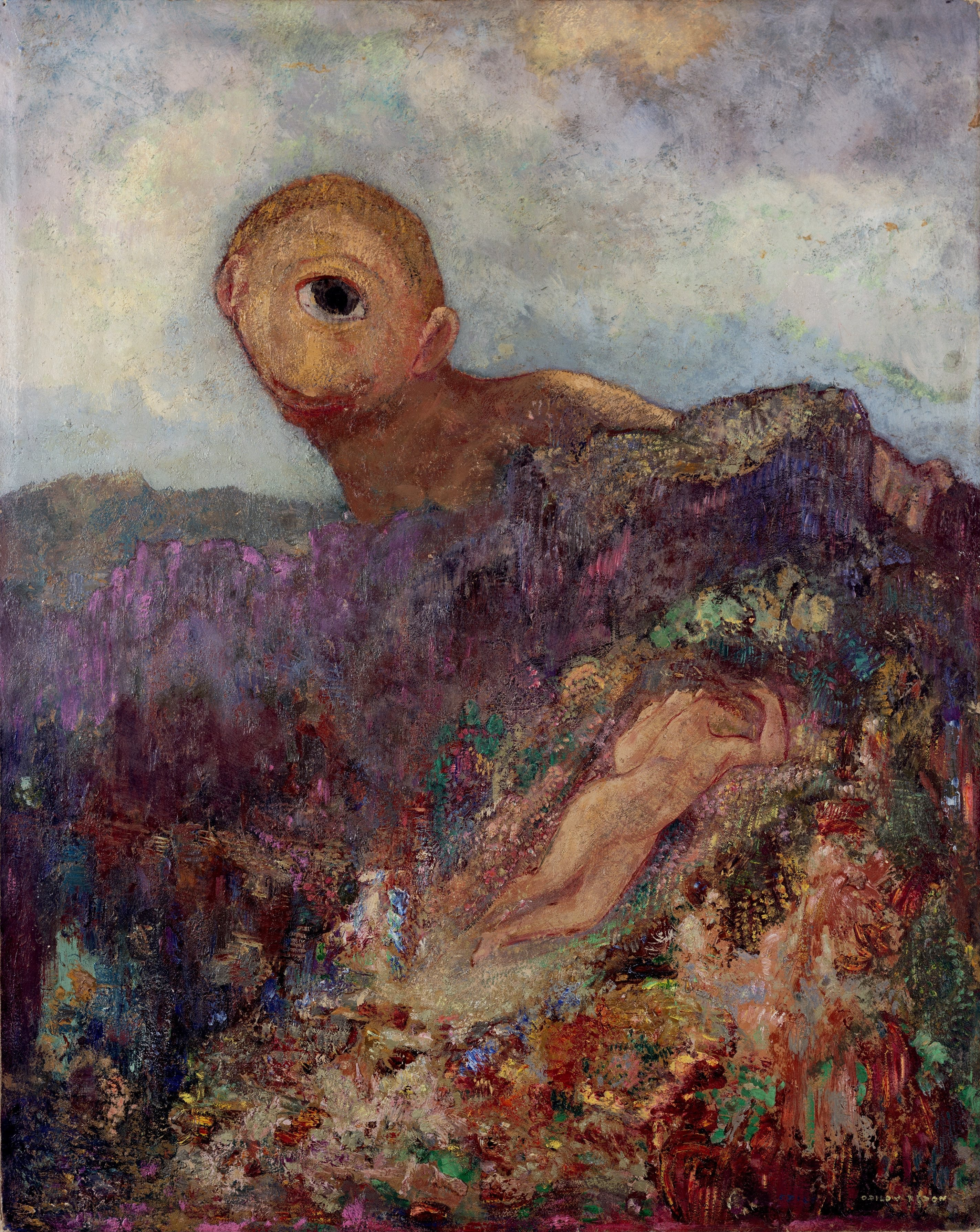
オディロン・ルドン,『キュクロープス』Cyclops, c. 1914年
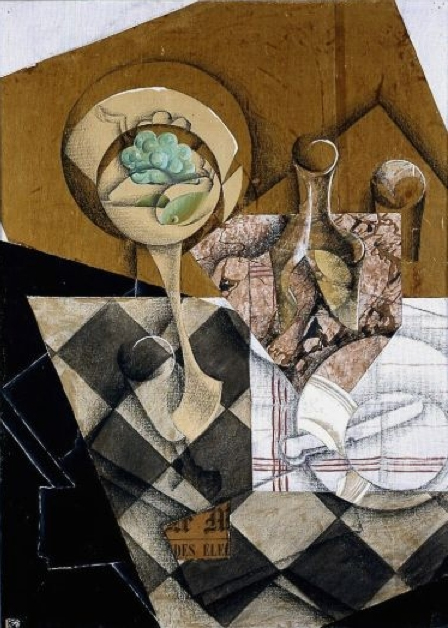
フアン・グリス, Le Compotier (The Fruit Bowl), 1914年
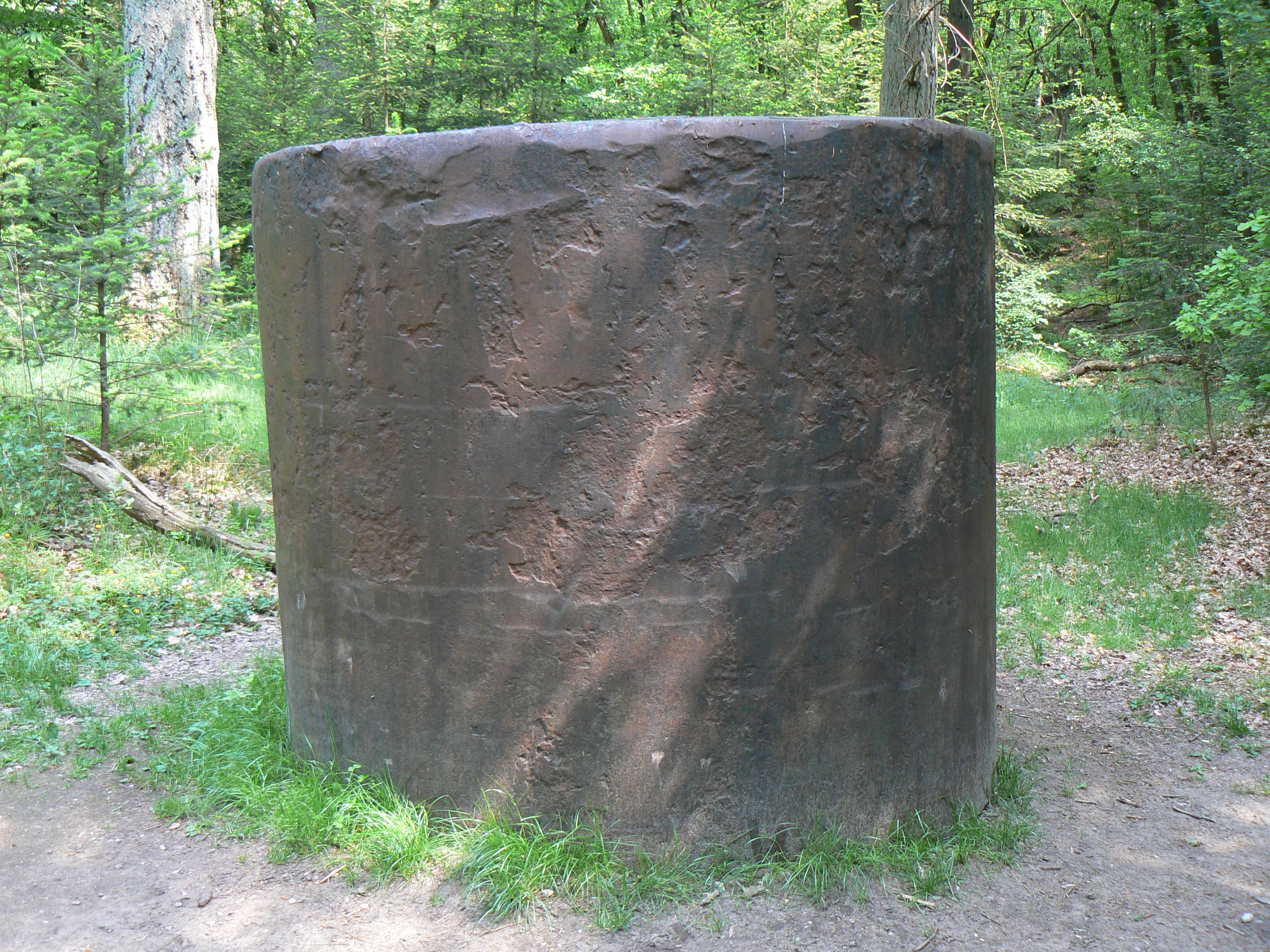
リチャード・セラ, One, 1988年